# ロイド・ダイアー
ロイド・ダイアー（Lloyd Dyer、1982年9月13日 - ）は、イングランド・バーミンガム出身の元プロサッカー選手。現役時代のポジションはFW。
モントセラトにルーツを持つ。

## 経歴
地元クラブのアストン・ヴィラFCでプレーを始めたが、トップ昇格は叶わず2001年7月にウェスト・ブロムウィッチ・アルビオンFCとプロ契約を結んだ。2002年10月2日のリーグカップ・ウィガン・アスレティックFC戦でトップチームデビュー。しかしレギュラー争いに割って入ることは出来ず、レンタル移籍を繰り返した後、2006年1月にミルウォールFCに移籍。
2008-09シーズンより加入したレスター・シティFCでは6シーズンに渡ってチームの主力を担い、リーグ1優勝とチャンピオンシップ優勝を果たした。
2014年6月12日、ワトフォードFCに3年契約で移籍した。2014-15シーズン途中からバーミンガム・シティFCにレンタル移籍した。
2016年2月2日にワトフォードを退団し、2月15日にバーンリーFCへシーズン終了までの契約で加入した。
2016年7月25日、チャンピオンシップに昇格したバーンリーFCへ1年契約で移籍した。フットボールリーグ1への降格が決定した2017-18シーズン終了後に退団した。
2018年9月24日、ボルトン・ワンダラーズFCへ移籍した。
2020年9月、現役引退を表明した。

## 所属クラブ
ユース
- アストン・ヴィラFC 1999-2001

プロ
- ウェスト・ブロムウィッチ・アルビオンFC 2001-2006

→ キダーミンスター・ハリアーズFC 2003 (loan)
→ コヴェントリー・シティFC 2005 (loan)
→ クイーンズ・パーク・レンジャーズFC 2005 (loan)
- ミルウォールFC 2006
- ミルトン・キーンズ・ドンズFC 2006-2008
- レスター・シティFC 2008-2014
- ワトフォードFC 2014-2016

→ バーミンガム・シティFC 2015 (loan)
- バーンリーFC 2016
- バートン・アルビオンFC 2016-2018
- ボルトン・ワンダラーズFC 2018-2019
- バートン・アルビオンFC 2019-2020

## タイトル

### クラブ
MKドンズ
- フットボールリーグ2: 2007–08
- フットボールリーグトロフィー: 2007–08

レスター
- フットボールリーグ1: 2008–09
- フットボールリーグ・チャンピオンシップ: 2013–14

### 個人
- フットボールリーグ2年間ベストイレブン: 2007-08